# Hanle-Effekt
Als Hanle-Effekt wird die Beobachtung bezeichnet, dass die Polarisation des nach resonanter Anregung von Atomen abgestrahlten Lichts verschwindet, wenn die Atome einem Magnetfeld ausgesetzt sind. Der Effekt wurde 1924 von dem Physiker Wilhelm Hanle entdeckt, der auch eine halbklassische Erklärung für den Effekt lieferte. In den 1930er Jahren stellte Gregory Breit eine quantenmechanische Theorie vor, das sogenannte level crossing, das den Hanle-Effekt quantenmechanisch erklären konnte.
Der Effekt spielte eine wichtige Rolle beim Übergang von den frühen Quantentheorien zur Quantenmechanik. Das level crossing wurde 1959 durch F. D. Colegrove, P. A. Franken, R. R. Lewis, R. H. Sands experimentell beobachtet und der Hanle-Effekt erlebte damit eine kleine Renaissance. Eine wichtige Anwendung des Hanle-Effekts ist die experimentelle Bestimmung der Lebensdauer angeregter Zustände.

## Beobachtung / Experiment
Es werde Licht einer Quecksilberdampflampe in {\displaystyle x}-Richtung emittiert und in {\displaystyle y}-Richtung polarisiert. Dieses Licht trifft nun auf einen mit einem Restgas (ebenfalls Quecksilber) gefüllten Glaskolben. Das Restgas wird dann durch das Licht (Primärphotonen) zur Fluoreszenz (Resonanzfluoreszenz) angeregt. Ein Beobachter, der das Restgas aus der {\displaystyle y}-Richtung beobachtet, kann zunächst kein Licht feststellen. Nun wird ein Magnetfeld senkrecht zur Polarisationsebene des Lichts (also z. B. in {\displaystyle z}-Richtung) über das Restgas angelegt. Bei einem Magnetfeld um Null herum wird der Beobachter (in {\displaystyle y}-Richtung) ein Intensitätsminimum feststellen und mit steigender Magnetfeldstärke (positiv sowie negativ) einen Anstieg der Intensität. Dieses Phänomen wird Hanle-Effekt genannt.
Dieser Effekt funktioniert selbstverständlich nicht nur mit Quecksilber. Er eignet sich z. B. zum Messen der Lebensdauer von Atom- und Molekülzuständen.

## Halbklassische Erklärung
Die Elektronen im Restgas werden durch den Primärstrahl angeregt und man kann diese als kleine gedämpft schwingende Dipole betrachten, die in Richtung des anregenden elektrischen Feldes, also im vorliegenden Beispiel in {\displaystyle y}-Richtung schwingen und die aufgrund der Abstrahlcharakteristik von Dipolen daher in {\displaystyle y}-Richtung kein Licht emittieren. Ein senkrecht zur Schwingungsrichtung der Elektronen angelegtes Magnetfeld der magnetischen Feldstärke {\displaystyle H} führt jedoch durch die Lorentzkraft zu einer Präzession der Schwingungsrichtung um die Magnetfeldachse mit der Larmorfrequenz:
{\displaystyle \omega _{\mathrm {L} }={\frac {g_{j}\mu _{\mathrm {B} }H}{\hbar }}},
wobei {\displaystyle g_{j}} der Landé-Faktor, {\displaystyle \mu _{\mathrm {B} }} das Bohrsche Magneton und {\displaystyle \hbar } die reduzierte Planck-Konstante ist. Je stärker das Magnetfeld ist, desto mehr kann die Schwingungsrichtung präzedieren, bevor das Atom (mit radiativer Lebensdauer {\displaystyle \tau }) seine Energie abgestrahlt hat und desto mehr Intensität kann somit in {\displaystyle y}-Richtung detektiert werden. Die Intensität des Lichts, das von einem Dipol, der zum Zeitpunkt {\displaystyle s} angeregt wurde, in {\displaystyle y}-Richtung abgestrahlt wird, ist zur Zeit {\displaystyle t>s} gegeben durch
{\displaystyle I(t,s)=I_{0}\cdot \mathrm {e} ^{-{\frac {t-s}{\tau }}}\sin ^{2}\left(\omega _{\mathrm {L} }\cdot (t-s)\right)={\frac {1}{2}}I_{0}\mathrm {e} ^{-{\frac {t-s}{\tau }}}{\Big [}1-\cos \left(2\omega _{\mathrm {L} }(t-s)\right){\Big ]}}.
Diese gedämpfte Modulation der Intensität mit der doppelten Larmorfrequenz lässt sich experimentell nachweisen. In der Atomwolke liegen aber viele, zu unterschiedlichen Zeiten angeregte Dipole vor. Unter der Annahme einer konstanten Anregungsrate {\displaystyle R} ergibt sich dann die von der Atomwolke in {\displaystyle y}-Richtung emittierte Gleichgewichts-Intensität als
{\displaystyle I=R\int _{-\infty }^{t}I(t,s)\mathrm {d} s=I_{0}R\int _{0}^{\infty }\mathrm {e} ^{-{\frac {u}{\tau }}}\sin ^{2}(\omega _{\mathrm {L} }u)\mathrm {d} u={\frac {1}{2}}I_{0}R\left(\tau -{\frac {\tau ^{-1}}{\tau ^{-2}+4\omega _{L}^{2}}}\right)},
d. h., auf einem konstanten Hintergrund zeigt sich eine lorentzförmig reduzierte Intensität, mit einem Minimum 0 bei {\displaystyle \omega _{L}=0}.
Aus der gemessenen Intensitätsverteilung lässt sich die Lebensdauer {\displaystyle \tau } des angeregten Atomzustands bestimmen: Ist beispielsweise {\displaystyle H_{1/2}} die Feldstärke zum Erreichen der halben Maximalintensität, dann gilt für die Lebensdauer {\displaystyle \tau ={\frac {\hbar }{2g_{j}\mu _{\mathrm {B} }H_{1/2}}}}. In der Praxis wird die Intensität für viele verschiedene Magnetfeldstärken gemessen und dann gefittet.

## Quantenmechanische Erklärung
Der Hanle-Effekt ist ein Spezialfall des level crossing, bei dem die Linien der Feinstrukturaufspaltung durch Überlagerung eines Magnetfeldes überkreuzt werden. Die theoretische Erklärung dafür lieferte Gregory Breit bereits 1933, die experimentelle Beobachtung folgte aber erst später.
Breit entwickelte eine Formel für die Rate, mit der Photonen der Polarisation f mit der Polarisation g reemittiert werden:
{\displaystyle R(f,g)=c\cdot \sum _{m,m',\mu ,\mu '}{\frac {f_{\mu m}f_{m\mu '}g_{\mu 'm'}g_{m'\mu }}{1-2\pi i\tau \nu (\mu ,\mu ')}}}
(noch zu vervollständigen)